# Kadhalan
Pour plus de détails, voir Fiche technique et Distribution.
Kadhalan (en Tamoul காதலன) est un film Tamoul réalisé par S. Shankar, sorti en Inde en 14 septembre 1994.
Kadhalan a été traduit en Hindi, Humse Hai Muqabla et Premikudu en Telugu

## Synopsis
Prabhu (Prabhu Deva) est un lycéen. Le principal lui demande d'inviter le gouverneur du Tamil Nadu, Kakarlal Sathyanaryanamoorthy (Girish Karnad), qui sera le chef invité de la journée annuelle de l'Ordre. Alors qu'il se rend inviter Kakarlal (Girish Karnad), il rencontre sa belle fille, Shruthi (Nagma), et en tombe immédiatement amoureux, tandis qu'elle aussi tombe amoureuse de lui. Une crainte du terrorisme, ne permet pas la fille de Kakarlal (Girish Karnad) de se rendre n'importe où sans ses gardes du corps. À une occasion, elle s'enfuit avec Prabhu (Prabhu Deva) à un festival de danse. Peu de temps après, il y a une menace de bombe, et Shruthi (Nagma) est immédiatement ramenée chez elle, et Prabhu (Prabhu Deva) arrêté. Kakarlal (Girish Karnad) interdit à Shruthi (Nagma) de voir Prabhu (Prabhu Deva). Prabhu, libéré de garde à vue, après avoir été violemment frappé, va à ooty à la recherche de Shruthi (Nagma), ignorant l'évolution de la situation. C'est là qu'il trouve des preuves qui le conduiront au refuge d'un téméraire terroriste Mallikarjuna (Raghuvaran) qui est le cerveau des attentats à la bombe, et s'associe avec Kakarlal (Girish Karnad) pour tuer des innocents. La question est de savoir si Prabhu (Prabhu Deva) va arrêter le pire…

## Fiche technique
- Titre : Kadhalan
- Titre original : காதலன
- Réalisation : S. Shankar
- Production : K. T. Kunjumon
- Dialogues : Balakumaran
- Parole : Vaali & Vairamuthu
- Musique : A.R. Rahman
- Pays :  Inde
- Langues : Tamoul
- Année : 1994
- Durée : 166 min

## Distribution
- Prabhu Deva : Prabhu
- Nagma : Shruthi
- Girish Karnad : Kakarlal Sathyanaryanamoorthy
- Raghuvaran : Mallikarjuna…

## Musique
Le film comporte 9 chansons composées par A.R. Rahman et écrites par Vaali & Vairamuthu : “Ennavale Adi Ennavale” (5:11) ~ “Mukkala Mukkabala” (5:23) ~ “Erani Kuradhani” (5:08) ~ “Kadhalikum Pennin” (4:48) ~ “Urvasi Urvasi” (5:39) ~ “Pettai Rap” (4:23) ~ “Kollayile Thennai” (1:45) ~ “Kaatru Kuthirayile” (1:31)~ “Indiraiyo Ival Sundari” (1:02).